# Curs de schimb

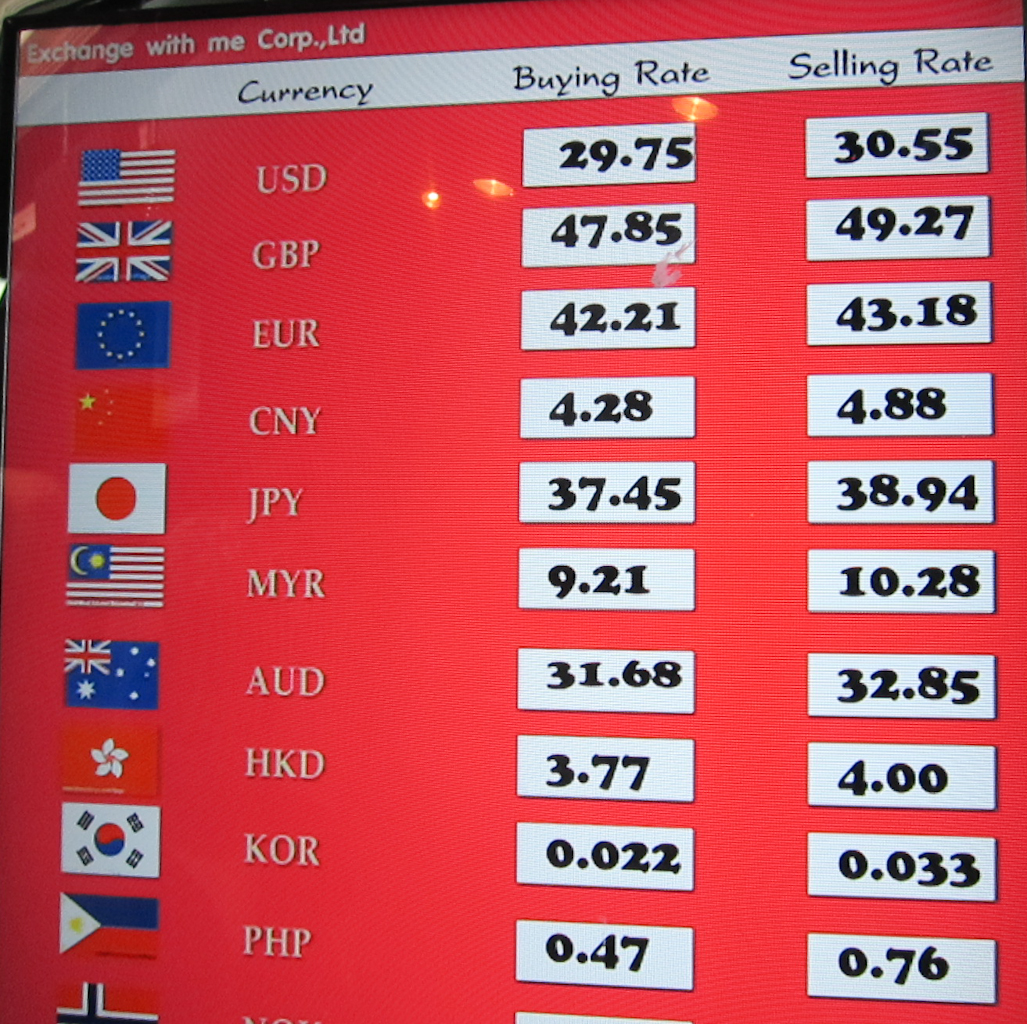
Cursul de schimb afișat în Thailanda.

Cursul de schimb sau cursul valutar reprezintă prețul unei unități monetare din moneda unei țări, exprimat în unități monetare ale altei țări. O definiție mai exactă a cursului de schimb ia în considerare tipul de cotație care leagă cele două monede participante la raportul de schimb. 
Poate fi fix sau flexibil. Un curs de schimb este fix atunci când două țări cad de acord să-l mențină astfel, prin intermediul politicii monetare. Cel mai cunoscut sistem valutar fix a fost etalonul-aur; spre sfârșitul anilor 1850, o uncie de aur valora 20 de dolari americani și 4 lire sterline, de unde rezulta o rată de schimb de 5 dolari pentru o liră. Un curs de schimb este flexibil dacă două țări convin să permită ca fluctuațiile pieței internaționale să determine cursul, prin intermediul cererii și ofertei. Cursul de schimb fluctuează odată cu exporturile și importurile unei țări. Majoritatea comerțului mondial se desfășoară cu cursul valutar flexibil, ce variază între limite relativ fixe.
Practic, cursul valutar este prețul în baza căruia o valută se schimbă cu alta, respectiv raportul dintre o monedă națională și una străină. 
Există două tipuri de cursuri:
- curs oficial. Se stabilește zilnic de Banca Națională pe baza raportului dintre cererea și oferta de valute. Baza obiectivă a nivelului cursului de schimb o reprezintă raportul dintre puterea de cumpărare a celor două valute în țările respective. Actualizarea pe site-ul BNR se face de obicei după ora 13 și este valabil pentru ziua următoare.
- curs de piață.

Cursul de piață se publică cu două mărimi și anume:
- cotația BID - prețul cererii din punct de vedere al intermediarului care efectuează o tranzacție valutară (intermediarul sau market maker-ul poate fi o casă de schimb, ghișeul unei bănci). Cotația BID este cunoscută sub denumirea de curs de cumpărare.
- cotația ASK - prețul ofertei din punct de vedere al intermediarului care efectuează o tranzacție valutara. Dacă un client adresează un ordin de vânzare valută, acesta echivalează pentru intermediar cu o cumpărare la prețul BID, în timp ce dacă un client adresează un ordin de cumpărare valută, acesta echivalează pentru intermediar cu o vânzare la prețul ASK. De aceea, cotația ASK este cunoscută sub denumirea de curs de vânzare.

Cursurile de vânzare și cumpărare afișate la începutul zilei pot fi modificate de bănci în funcție de evoluția pieței valutare și de interesul de cumpărare/vânzare existent de-a lungul zilei.
În funcție de termenul de plată, se stabilesc:
- Curs la vedere (SPOT), definit ca fiind cursul zilei în care se încheie tranzacția de vânzare-cumpărare de valută, curs la care se lichidează tranzacția, în aceeași zi sau cel mai târziu după 48 de ore, când se procedează la predarea-primirea sumelor cuvenite. Termenul cu înțeles contrar este cel de curs la termen (FORWARD).

- Curs la termen (FORWARD), definit ca fiind cursul pentru tranzacțiile de valută care prevăd livrarea valutei și primirea contravalorii ei pe bază de negociere pentru o operație la termen. Se stabilește în ziua încheierii tranzacției ca un preț preconizat a se realiza. Fiind un preț trecut în contract, el se respectă indiferent de nivelul cursului zilei de lichidare.

## Metoda de stabilire a cursului
Conceptul de bază folosit pentru a clarifica ratele de schimb este paritatea puterii de cumpărare, PPC (paritatea puterii de cumpărare - PPC), pentru formularea căruia se aplică de regulă așa-numita lege a unui preț: prețul mărfurilor dintr-o țară trebuie să fie egal cu prețul bunurilor dintr-o altă țară; și întrucât aceste prețuri sunt exprimate în diferite valute, acest raport de prețuri determină cursul de schimb al unei monede pentru altul.
Fie Pd prețul intern (prețul intern) al acestui produs și Pf este prețul său în străinătate, în țara vecină (preț străin). Aceste prețuri reprezintă suma valutei, națională pentru o anumită țară și străină, care este dată pe unitate de mărfuri în țară și în străinătate. Rata de preț va fi rata la care o monedă va fi schimbată pentru o altă valută pentru achiziționarea unui anumit produs.
{\displaystyle S={\frac {Pd}{Pf}}}

## Regimul de schimb valutar
Fiecare țară determină regimul cursului de schimb care se va aplica monedei sale. De exemplu, moneda poate fi free-floating, fix (fix), sau un hibrid. Dacă o monedă este liberă, cursul său de schimb este permis să varieze cu cel al altor valute și este determinat de forțele pieței ofertei și cererii. Cursurile de schimb pentru astfel de valute se vor schimba aproape în mod constant, așa cum sunt cotate pe piețele financiare, în special de către bănci, în întreaga lume.
Un sistem de fixare mobilă sau reglabilă este un sistem de rate de schimb fixe, dar cu o prevedere pentru reevaluarea (de obicei devalorizarea) unei monede. China nu a fost singura țară care a făcut acest lucru; de la sfârșitul celui de-al doilea război mondial până în 1967, țările din Europa de Vest au menținut cursurile de schimb fixe cu dolarul american pe baza sistemului Bretton Woods. Dar acest sistem a trebuit să fie abandonat în favoarea unor regimuri plutitoare bazate pe piață din cauza presiunilor pieței și a speculațiilor, conform președintelui Richard M. Nixon într-un discurs pe 15 august 1971, în ceea ce este cunoscut sub numele de Nixon Shock. 
Totuși, unele guverne se străduiesc să mențină moneda lor într-un interval îngust. Drept urmare, monedele devin supraevaluate sau subevaluate, ducând la deficite sau excedente comerciale excesive.

## Rata de schimb bilaterală vs. efectivă
Cursul de schimb bilateral implică o pereche valutară, în timp ce un curs de schimb eficient reprezintă o medie ponderată a unui coș de valute străine și poate fi privit ca o măsură globală a competitivității externe a țării. Un curs de schimb efectiv nominal (NEER) este ponderat cu inversul ponderilor comerciale asimptotice. Un curs de schimb efectiv (REER) ajustează NEER la un nivel de prețuri străine adecvate și se deflamentează la nivelul prețurilor țării de origine. Comparativ cu NEER, un curs de schimb efectiv ponderat de PIB ar putea fi mai adecvat, având în vedere fenomenul investițional global.

## Rata de schimb paralelă
În multe țări există o distincție între cursul oficial de schimb pentru tranzacțiile permise și un curs de schimb paralel care răspunde la excesul de cerere pentru valută străină la cursul de schimb oficial. Gradul în care rata de schimb paralelă depășește cursul de schimb oficial este cunoscută sub numele de prima paralelă.

## Model de piață a activelor
Volumul tot mai mare de tranzacționare a activelor financiare (acțiuni și obligațiuni) a necesitat o regândire a impactului asupra cursurilor de schimb. Variabilele economice, cum ar fi creșterea economică, inflația și productivitatea, nu mai sunt singurele motoare ale mișcărilor valutare. Proporția tranzacțiilor valutare care rezultă din tranzacționarea transfrontalieră a activelor financiare a diminuat amploarea tranzacțiilor valutare generate de tranzacționarea de bunuri și servicii [21].
Abordarea pieței activelor vizează valutele ca prețuri ale activelor tranzacționate pe o piață financiară eficientă. În consecință, monedele demonstrează din ce în ce mai mult o corelație puternică cu alte piețe, în special cu acțiunile.
La fel ca bursa, banii pot fi făcuți (sau pierduți) la tranzacționare de către investitori și speculatori pe piața valutară. Monedele pot fi tranzacționate la piețele de opțiuni de schimb valutar și valutar. Piața spot reprezintă cursurile de schimb actuale, în timp ce opțiunile sunt derivate ale cursurilor de schimb.